# Zgornje Mladetiče
Zgornje Mladetiče so naselje v Občini Sevnica.